# Giorgio (chanson)
Pour les articles homonymes, voir Giorgio.
Chansons représentant la Suisse au Concours Eurovision de la chanson
L'Enfant que j'étais
(1957) Irgendwoher
(1959)
Giorgio est une chanson interprétée par la chanteuse suisse Lys Assia et composée et dirigée par Paul Burkhard pour représenter la Suisse au Concours Eurovision de la chanson 1958 qui se déroulait à Hilversum, aux Pays-Bas. Lys Assia avait déjà participé à l'Eurovision (également pour la Suisse) en 1956 (la première édition et la seule à permettre deux chansons par pays) avec les chansons Das alte Karussell et Refrain (chanson gagnante de 1956) et en 1957 avec L'Enfant que j'étais.
Elle est interprétée en allemand et en italien, deux des quatre langues nationales de la Suisse, comme le veut la coutume avant 1966. Ce fut la première chanson à être interprétée dans plus d'une langue au Concours Eurovision de la chanson. Outre la version allemand/italien, Assia a également enregistré la chanson en français et intégralement en italien sous le même titre.
Il s'agit de la dixième et dernière chanson interprétée lors de la soirée, après Liane Augustin qui représentait l'Autriche avec Die ganze Welt braucht Liebe. À l'issue du vote, elle a obtenu 24 points, se classant 2e sur 10 chansons, derrière André Claveau qui représentait la France avec la chanson Dors, mon amour,.

## Classement
| Classement (1958)         | Meilleure position |
| ------------------------- | ------------------ |
| Pays-Bas (Single Top 100) | 7                  |